# Púding

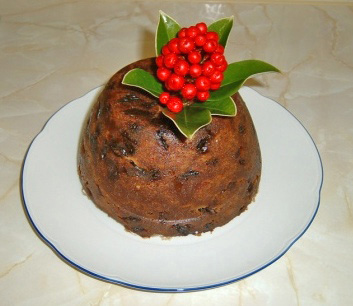
Púding de Nadal típic anglès.

Un púding (de l'anglès, pudding) és un tipus de pastís tou i humit, preparat dins un motlle, amb característiques molt diverses segons els ingredients, quasi sempre a base de civada, pot ser dolç o salat. Troba el seu origen el Regne Unit i és molt present a altres llocs que els anglesos van colonitzar, com ara l'Índia o Menorca.
La paraula ha passat al català per a referir-se a un pastís dolç o salat amb una consistència determinada. A la cuina dels Països Catalans va entrar per via de Menorca, on els púdings són descrits per Pedro Ballester i on encara es fan sovint púdings dolços sobretot per aprofitar les restes de pa, galetes, coques bamba i altres productes que queden durs o que simplement sobren d'altres dies. A Menorca alguns dels púdings més típics es fan amb brossat de l'illa, o amb patata (amb ametlla o sense), o bé és el dit «d'ensaïmada» (en realitat, d'ensaïmada o més sovint de coca bamba, per aprofitar les que queden dures, sobretot després de festes), però també se'n fan d'altres amb ous, llet, sucre, etc. És molt típic, a Menorca, decorar-los amb panses i pinyons.

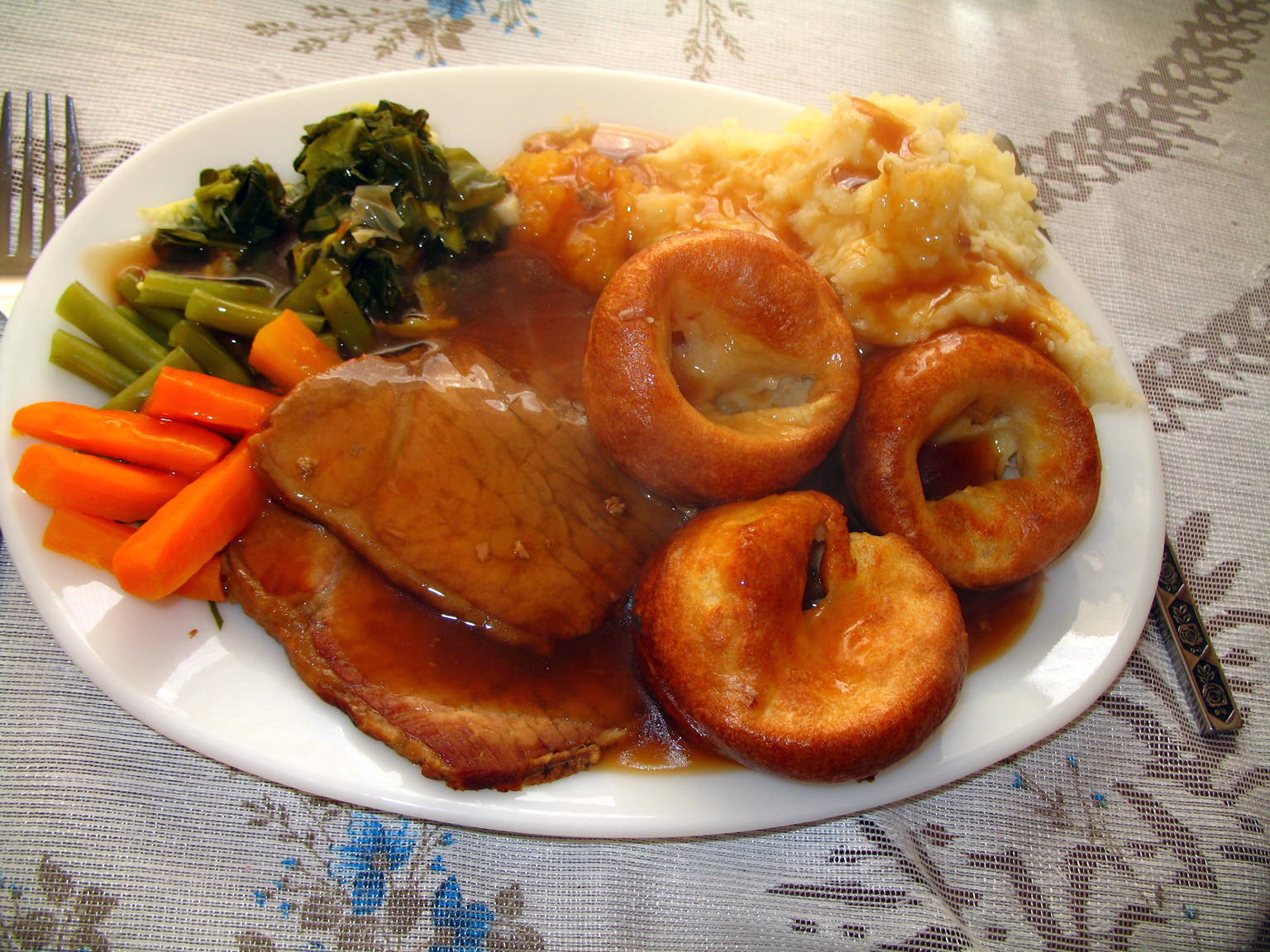
Rostit de diumenge amb Yorkshire pudding

Hi ha moltes varietats regionals com el Yorkshire pudding (salat), component típic del menjar de diumenge britànic Sunday roast o el Sussex pond púding (dolç).